# Golfo x despecho
Golfo x despecho è un singolo dei cantanti spagnoli Lérica e Abraham Mateo e della cantautrice italiana Clara, pubblicato il 1º novembre 2024.

## Descrizione
Il brano, scritto dagli stessi Abraham Mateo e Clara con Antonio Mateo, Dani Ruiz, Edu Ruiz, José Cano e Juan Carlos Arauzo, è prodotto dallo stesso Abraham Mateo con Dani Ruiz.

## Video musicale
Il video musicale è stato pubblicato in concomitanza all'uscita del brano attraverso il canale YouTube di Lérica.

## Tracce
Testi e musiche di Abraham Mateo Chamorro, Clara Soccini, Antonio Mateo, Dani Ruiz, Edu Ruiz, José Cano e Juan Carlos Arauzo.
1. Golfo x despecho – 2:49